# Dalandzadgad
Dalandzadgad (mong. Даланзадгад) – miasto w Mongolii, stolica ajmaku południowogobijskiego. W 2010 roku liczyło 18,7 tys. mieszkańców.
Położony na wysokości 1470 m n.p.m. Mongolska nazwa oznacza: mnóstwo strumieni. Obecnie (2008) w mieście jest Muzeum Ajmaku i klasztor lamajski powstały w 2002. 50 km na północny zachód od miasta znajduje się pasmo górskie Gurwansajchan uul z jedną z najbardziej popularnych atrakcji turystycznych kraju wąwozem Jolyn am. W pobliżu Dalandzadgad (100 km od miasta) leży też historyczne stanowisko paleontologiczne Bajan Dzag, w którym po raz pierwszy na Gobi odkryto w 1922 skamieniałości dinozaurów i ich jaja.
Na podstawie wieloletnich pomiarów meteorologicznych podano poniższe dane odnoszące się do okresu sprzed połowy lat 80. XX w (nie uwzględniono danych od drugiej połowy lat 80. XX w. do dziś). Średnia roczna temperatura w mieście wynosiła +4 °C, najzimniejszym miesiącem był styczeń ze średnią miesięczną temperaturą –15,4 °C, a najcieplejszym miesiącem lipiec (średnia miesięczna + 21,3 °C). Najwyższą temperaturę roczną w czasie wieloletnich pomiarów odnotowano w lipcu i wyniosła ona 38 °C, a najniższą w grudniu i styczniu i wyniosła ona – 36 °C. Średnie roczne opady to 115 mm (IV – 13 mm, V – 20 mm, VI – 11 mm; VIII – 10 mm, IX – 30 mm, z pozostałych miesięcy każdy ma poniżej 10 mm), w sumie od kwietnia do października notuje się 88% opadów rocznych. Opad śnieżny do 1 cm spotykany był w grudniu i styczniu. Wilgotność względna roczna wynosiła 43% (minimalna w kwietniu i maju – 28%, a maksymalna w grudniu 60% oraz w styczniu 61%).
W mieście znajduje się port lotniczy Dalandzadgad.